# Tour de France 1956
43. Tour de France rozpoczął się 5 lipca w Reims, a zakończył 28 lipca 1956 roku w Paryżu. W klasyfikacji generalnej zwyciężył Francuz Roger Walkowiak. W klasyfikacji górskiej najlepszy był Luksemburczyk Charly Gaul, w punktowej Belg Stan Ockers, a w klasyfikacji drużynowej zwyciężyła Belgia. Najaktywniejszym kolarzem został Francuz André Darrigade.

## Drużyny
W tej edycji TdF wzięło udział 12 drużyn:
- Francja
- Włochy
- Belgia
- Holandia
- Hiszpania
- Szwajcaria
- Luksemburg Mixte[2]
- Nord-Est/Centre
- Sud-Est
- Ouest
- Île-de-France
- Sud-Ouest

## Etapy
| Etap | Data     | Trasa                         | Dystans     | Zwycięzca           | Lider wyścigu   |
| ---- | -------- | ----------------------------- | ----------- | ------------------- | --------------- |
| 1    | 5 lipca  | Reims – Liège                 | 223 km      | André Darrigade     | André Darrigade |
| 2    | 6 lipca  | Liège – Lille                 | 217 km      | Fred De Bruyne      | André Darrigade |
| 3    | 7 lipca  | Lille – Rouen                 | 225 km      | Arigo Padovan       | Gilbert Desmet  |
| 4a   | 8 lipca  | Rouen – Circuit des Essarts   | ITT 15.1 km | Charly Gaul         | Gilbert Desmet  |
| 4b   | 8 lipca  | Rouen – Caen                  | 125 km      | Roger Hassenforder  | André Darrigade |
| 5    | 9 lipca  | Caen – Saint-Malo             | 189 km      | Joseph Morvan       | André Darrigade |
| 6    | 10 lipca | Saint-Malo – Lorient          | 192 km      | Fred De Bruyne      | André Darrigade |
| 7    | 11 lipca | Lorient – Angers              | 244 km      | Alessandro Fantini  | Roger Walkowiak |
| 8    | 12 lipca | Angers – La Rochelle          | 180 km      | Miguel Poblet       | Roger Walkowiak |
| 9    | 13 lipca | La Rochelle – Bordeaux        | 219 km      | Roger Hassenforder  | Roger Walkowiak |
| 10   | 15 lipca | Bordeaux – Bajonna            | 201 km      | Fred De Bruyne      | Gerrit Voorting |
| 11   | 16 lipca | Bajonna – Pau                 | 255 km      | Nino Defilippis     | Roger Walkowiak |
| 12   | 17 lipca | Pau – Luchon                  | 130 km      | Jean-Pierre Schmitz | Jan Adriaensens |
| 13   | 18 lipca | Luchon – Tuluza               | 176 km      | Nino Defilippis     | Jan Adriaensens |
| 14   | 19 lipca | Tuluza – Montpellier          | 231 km      | Roger Hassenforder  | Jan Adriaensens |
| 15   | 20 lipca | Montpellier – Aix-en-Provence | 204 km      | Joseph Thomin       | Wout Wagtmans   |
| 16   | 22 lipca | Aix-en-Provence – Gap         | 203 km      | Jean Forestier      | Wout Wagtmans   |
| 17   | 23 lipca | Gap – Turyn                   | 234 km      | Nino Defilippis     | Wout Wagtmans   |
| 18   | 24 lipca | Turyin – Grenoble             | 250 km      | Charly Gaul         | Roger Walkowiak |
| 19   | 25 lipca | Grenoble – Saint-Étienne      | 173 km      | Stan Ockers         | Roger Walkowiak |
| 20   | 26 lipca | Saint-Étienne – Lyon          | ITT 73 km   | Miguel Bover        | Roger Walkowiak |
| 21   | 27 lipca | Lyon – Montluçon              | 237 km      | Roger Hassenforder  | Roger Walkowiak |
| 22   | 28 lipca | Montluçon – Paryż             | 331 km      | Gastone Nencini     | Roger Walkowiak |

## Liderzy klasyfikacji po etapach
| Etap                 | Zwycięzca            | Klasyfikacja generalna | Klasyfikacja punktowa | Klasyfikacja górska | Klasyfikacja drużynowa |
| -------------------- | -------------------- | ---------------------- | --------------------- | ------------------- | ---------------------- |
| 1                    | André Darrigade      | André Darrigade        | André Darrigade       | brak                | Luksemburg Mixte       |
| 2                    | Fred De Bruyne       | André Darrigade        | André Darrigade       | brak                | Luksemburg Mixte       |
| 3                    | Arigo Padovan        | Gilbert Desmet         | Antonin Rolland       | brak                | Luksemburg Mixte       |
| 4A                   | Charly Gaul          | Gilbert Desmet         | Antonin Rolland       | brak                | Luksemburg Mixte       |
| 4B                   | Roger Hassenforder   | André Darrigade        | Roger Hassenforder    | brak                | Francja                |
| 5                    | Joseph Morvan        | André Darrigade        | Roger Hassenforder    | brak                | Francja                |
| 6                    | Fred De Bruyne       | André Darrigade        | Daan de Groot         | brak                | Francja                |
| 7                    | Alessandro Fantini   | Roger Walkowiak        | Fernand Picot         | brak                | Belgia                 |
| 8                    | Miguel Poblet        | Roger Walkowiak        | Daan de Groot         | brak                | Ouest                  |
| 9                    | Roger Hassenforder   | Roger Walkowiak        | Daan de Groot         | brak                | Ouest                  |
| 10                   | Fred De Bruyne       | Gerrit Voorting        | Daan de Groot         | brak                | Belgia                 |
| 11                   | Nino Defilippis      | André Darrigade        | André Darrigade       | Vincent Huot        | Belgia                 |
| 12                   | Jean-Pierre Schmitz  | Jan Adriaensens        | Fernand Picot         | Vincent Huot        | Belgia                 |
| 13                   | Nino Defilippis      | Jan Adriaensens        | Fernand Picot         | Vincent Huot        | Belgia                 |
| 14                   | Roger Hassenforder   | Jan Adriaensens        | Fernand Picot         | Vincent Huot        | Holandia               |
| 15                   | Joseph Thomin        | Wout Wagtmans          | Fernand Picot         | Vincent Huot        | Belgia                 |
| 16                   | Jean Forestier       | Wout Wagtmans          | Fernand Picot         | Vincent Huot        | Belgia                 |
| 17                   | Nino Defilippis      | Wout Wagtmans          | Fernand Picot         | Vincent Huot        | Belgia                 |
| 18                   | Charly Gaul          | Roger Walkowiak        | Stan Ockers           | Vincent Huot        | Belgia                 |
| 19                   | Stan Ockers          | Roger Walkowiak        | Stan Ockers           | Charly Gaul         | Belgia                 |
| 20                   | Miguel Bover         | Roger Walkowiak        | Stan Ockers           | Charly Gaul         | Belgia                 |
| 21                   | Roger Hassenforder   | Roger Walkowiak        | Stan Ockers           | Charly Gaul         | Belgia                 |
| 22                   | Gastone Nencini      | Roger Walkowiak        | Stan Ockers           | Charly Gaul         | Belgia                 |
| Klasyfikacja końcowa | Klasyfikacja końcowa | Roger Walkowiak        | Stan Ockers           | Charly Gaul         | Belgia                 |

## Klasyfikacje
|     | Zawodnik            | Zespół           | Czas         |
| --- | ------------------- | ---------------- | ------------ |
| 1.  | Roger Walkowiak     | Francja          | 124h 01'16"" |
| 2.  | Gilbert Bauvin      | Nord-Est/Centre  | +1'25"       |
| 3.  | Jan Adriaensens     | Belgia           | +3'44"       |
| 4.  | Federico Bahamontes | Hiszpania        | +10'14"      |
| 5.  | Nino Defilippis     | Włochy           | +10'25"      |
| 6.  | Wout Wagtmans       | Holandia         | +10'59"      |
| 7.  | Nello Lauredi       | Sud-Est          | +14'01"      |
| 8.  | Stan Ockers         | Belgia           | +16'52"      |
| 9.  | René Privat         | Francja          | +22'59"      |
| 10. | Antonio Barbosa     | Luksemburg Mixte | +26'03"      |

|    | Zawodnik              | Zespół           | Punkty |
| -- | --------------------- | ---------------- | ------ |
| 1. | Charly Gaul           | Luksemburg Mixte | 71     |
| 2. | Federico Bahamontes   | Hiszpania        | 67     |
| 3. | Valentin Huot         | Sud-Ouest        | 65     |
| 4. | Stan Ockers           | Belgia           | 55     |
| 5. | Richard van Genechten | Belgia           | 30     |

|    | Zawodnik        | Zespół   | Punkty |
| -- | --------------- | -------- | ------ |
| 1. | Stan Ockers     | Belgia   | 280    |
| 2. | Fernand Picot   | Ouest    | 464    |
| 3. | Gerrit Voorting | Holandia | 465    |
| 4. | André Darrigade | Francja  | 489    |
| 5. | Gilbert Bauvin  | Francja  | 510    |

| Poz. | Kraj     | Czas         |
| ---- | -------- | ------------ |
| 1.   | Belgia   | 369h 47' 42" |
| 2.   | Włochy   | +1h 01' 04"  |
| 3.   | Holandia | +1h 13' 11"  |
| 4.   | Francja  | +1h 24' 08"  |
| 5.   | Ouest    | +1h 44' 12"  |

### Klasyfikacja najaktywniejszych[3]
|    | Zawodnik           | Zespół           | Punkty |
| -- | ------------------ | ---------------- | ------ |
| 1. | André Darrigade    | Francja          | 175    |
| 2. | Roger Hassenforder | Ouest            | 142    |
| 3. | Gerrit Voorting    | Luksemburg Mixte | 119    |
| 4. | André Darrigade    | Włochy           | 118    |
| 5. | Gilbert Bauvin     | Île-de-France    | 106    |